# The Twilight Sad
The Twilight Sad är ett indierockband från Kilsyth, Skottland, Storbritannien. Bandet har släppt flera fullängdsalbum, bland annat Fourteen Autumns & Fifteen Winters år 2007, Forget the Night Ahead år 2009, No One Can Ever Know år 2012, och Nobody Wants To Be Here And Nobody Wants To Leave år 2014.

## Medlemmar
Nuvarande medlemmar
- James Alexander Graham – sång (2003–)
- Andy MacFarlane – gitarr, produktion (2003–)
- Johnny Docherty – basgitarr (2010–)
- Brendan Smith – keyboard (2012–)
- Sebastien Schultz – trummor (2018–)

Tidigare medlemmar
- Craig Orzel – basgitarr (2003–2010)
- Mark Devine – trummor, programmering (2003–2018)
- Martin "Dok" Doherty – keyboard, gitarr (live) (2008–2012)

## Diskografi

### Studioalbum
- Fourteen Autumns & Fifteen Winters (2007)
- Forget the Night Ahead (2009)
- No One Can Ever Know (2012)
- Nobody Wants To Be Here And Nobody Wants To Leave (2014)
- It Won/t Be Like This All the Time (2019)

### Andra album
- Killed My Parents and Hit the Road (2008) (samling av outgivna spår och live-inspelningar)
- Demos (2011) (kassett delad med Frightened Rabbit)
- No One Can Ever Know: The Remixes (2012)
- Live at the Paisley Abbey (2014)

### EP
- The Twilight Sad (2006)
- Here, It Never Snowed. Afterwards It Did (2008)
- The Wrong Car (2010)
- No One Can Ever Know: Tour EP (2012)

### Singlar
- "That Summer, at Home I Had Become the Invisible Boy" (2007)
- "And She Would Darken the Memory" (2007)
- "I Became a Prostitute" (2009)
- "Seven Years of Letters" (2009)
- "The Room" (2010)
- "Another Bed" (2011)
- "Last January" (2014)